# Ardistomis morio
Ardistomis morio är en skalbaggsart som beskrevs av Pierre François Marie Auguste Dejean. Ardistomis morio ingår i släktet Ardistomis och familjen jordlöpare. Inga underarter finns listade i Catalogue of Life.